# 相 (夏)
相（しょう）は、夏朝の第5代帝。少康の父。

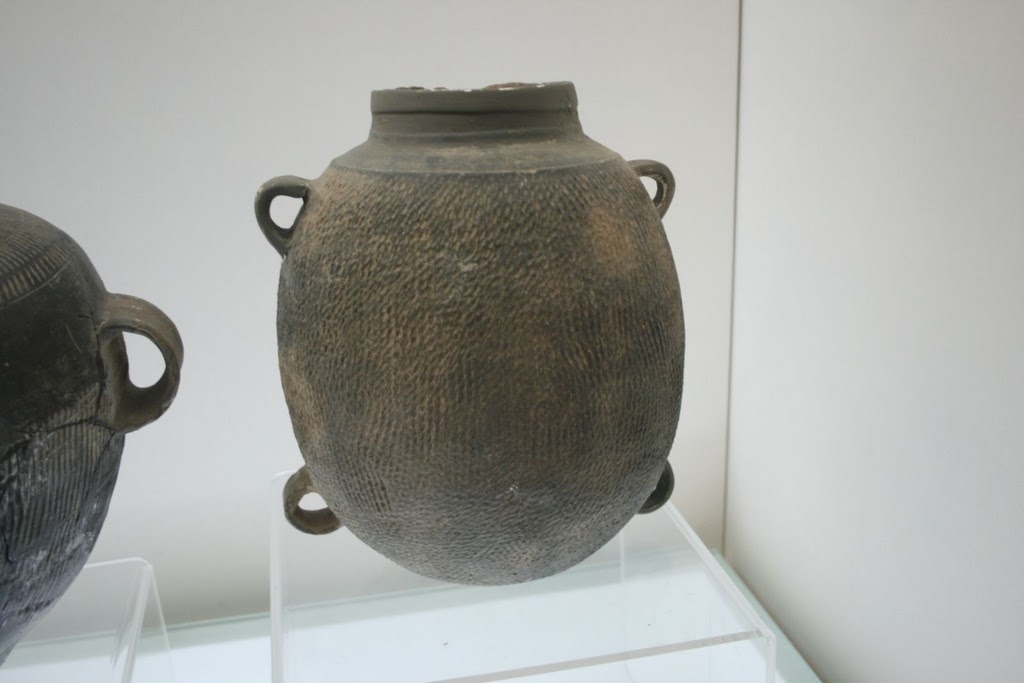
相 (夏)

帝丘に都し、その後即位9年目に斟鄩に遷都し、15年目に帝丘にもう一度遷都したと言われている。
政治を省みなかった暴君であったという。有窮氏の后羿が反乱を起こし、后羿の家臣である寒浞（）によって殺される。結果、夏の帝室の権力は大いに損なわれた。また、このことで、夏が一旦滅びたという説もある。
『竹書紀年』によると、相元年（戊戌の年）に淮夷を討ち、相2年に風夷・黄夷を討ったという。また、相7年に干夷が訪れ、相8年に寒浞が后羿を殺し、相28年には寒浞と子の澆の手で殺された。